# Đại học Groningen
Đại học Groningen (viết tắt là UG; tiếng Hà Lan: Rijksuniversiteit Groningen, viết tắt là RUG) là một đại học nghiên cứu công lập với hơn 30.000 sinh viên tại thành phố Groningen, Hà Lan. Được thành lập vào năm 1614, đại học là đại học lâu đời thứ hai tại quốc gia này (sau Leiden), và là một trong những trường đại học danh giá và truyền thống nhất Hà Lan.
Cơ sở giáo dục này liên tục được xếp hạng trong số 100 đại học hàng đầu trên thế giới, theo các bảng xếp hạng uy tín. Trong Xếp hạng Tổng hợp của Đại học hàng đầu năm 2022, RUG được xếp hạng thứ ba tại Hà Lan.
Đại học Groningen có 11 khoa, 9 trường sau đại học, 27 trung tâm nghiên cứu và viện, và hơn 175 chương trình đào tạo được cấp bằng. Cựu sinh viên và giảng viên của trường bao gồm Johann Bernoulli, Aletta Jacobs, bốn người đoạt giải Nobel, chín người đoạt giải Spinoza, một người đoạt giải Stevin, các thành viên của gia đình hoàng gia Hà Lan, một số chính trị gia, tổng thống đầu tiên của Ngân hàng Trung ương châu Âu, và một tổng thư ký của NATO.